# Imai Tomoki
Imai Tomoki (今井 智基 Imai Tomoki, sinh ngày 29 tháng 11 năm 1990) là một cầu thủ bóng đá người Nhật Bản thi đấu ở vị trí hậu vệ cho Western United ở A-League.

## Sự nghiệp
Sinh ra ở Chiba, Imai có màn ra mắt cho Omiya Ardija của J1 League vào 20 tháng 3 năm 2013 trước Júbilo Iwata ở J.League Cup khi vào sân ở phút thứ 56 thay cho Daisuke Watabe và Omiya nhận thất bại 2–0.
Vào ngày 11 tháng 2 năm 2020, Imai chuyển đến Úc và ký hợp đồng với câu lạc bộ A-League Western United FC. Bản hợp đồng được ký của anh có thời hạn 5 năm.

## Thống kê câu lạc bộ
Cập nhật đến ngày 29 tháng 4 năm 2023.

| Câu lạc bộ           | Mùa giải             | Giải vô địch         | Giải vô địch | Giải vô địch | Cúp Quốc gia | Cúp Quốc gia | League Cup | League Cup | Continental | Continental | Tổng    | Tổng      |
| Câu lạc bộ           | Mùa giải             | Hạng                 | Số trận      | Bàn thắng    | Số trận      | Bàn thắng    | Số trận    | Bàn thắng  | Số trận     | Bàn thắng   | Số trận | Bàn thắng |
| -------------------- | -------------------- | -------------------- | ------------ | ------------ | ------------ | ------------ | ---------- | ---------- | ----------- | ----------- | ------- | --------- |
| Omiya Ardija         | 2013                 | J1 League            | 23           | 1            | 2            | 1            | 5          | 0          | -           | -           | 30      | 2         |
| Omiya Ardija         | 2014                 | J1 League            | 30           | 1            | 3            | 0            | 6          | 0          | -           | -           | 39      | 1         |
| Omiya Ardija         | 2015                 | J2 League            | 5            | 0            | -            | -            | -          | -          | -           | -           | 5       | 0         |
| Omiya Ardija         | Tổng                 | Tổng                 | 58           | 2            | 5            | 1            | 11         | 0          | 0           | 0           | 74      | 2         |
| Kashiwa Reysol       | 2015                 | J1 League            | 3            | 0            | 1            | 0            | 2          | 0          | 1           | 0           | 7       | 0         |
| Kashiwa Reysol       | 2016                 | J1 League            | 1            | 0            | 0            | 0            | 1          | 0          | -           | -           | 2       | 0         |
| Kashiwa Reysol       | 2017                 | J1 League            | 1            | 0            | 1            | 0            | 5          | 0          | -           | -           | 7       | 0         |
| Kashiwa Reysol       | 2018                 | J1 League            | 0            | 0            | 2            | 0            | 0          | 0          | 2           | 0           | 4       | 0         |
| Kashiwa Reysol       | Tổng                 | Tổng                 | 5            | 0            | 4            | 0            | 8          | 0          | 3           | 0           | 20      | 0         |
| Matsumoto Yamaga     | 2018                 | J2 League            | 7            | 0            | -            | -            | -          | -          | -           | -           | 7       | 0         |
| Matsumoto Yamaga     | 2019                 | J1 League            | 18           | 0            | 1            | 0            | 2          | 0          | -           | -           | 21      | 0         |
| Matsumoto Yamaga     | Tổng                 | Tổng                 | 25           | 0            | 1            | 0            | 2          | 0          | 0           | 0           | 28      | 0         |
| Western United       | 2019–20              | A-League             | 12           | 0            | -            | -            | -          | -          | -           | -           | 12      | 0         |
| Western United       | 2020–21              | A-League             | 26           | 1            | -            | -            | -          | -          | -           | -           | 26      | 1         |
| Western United       | 2021–22              | A-League Men         | 27           | 0            | 0            | 0            | -          | -          | -           | -           | 27      | 0         |
| Western United       | 2022–23              | A-League Men         | 19           | 0            | 2            | 0            | -          | -          | -           | -           | 21      | 0         |
| Western United       | Tổng                 | Tổng                 | 84           | 0            | 2            | 0            | 0          | 0          | 0           | 0           | 86      | 0         |
| Tổng trong sự nghiệp | Tổng trong sự nghiệp | Tổng trong sự nghiệp | 172          | 3            | 12           | 0            | 21         | 0          | 3           | 0           | 208     | 3         |